# 20 février 1960
Le samedi 20 février 1960 est le 51e jour de l'année 1960.

## Naissances
- David Speedie, footballeur écossais
- Olivier Lenglet, escrimeur français
- Shōji Kawamori, réalisateur japonais de dessins animés
- Paul Arpin, athlète français
- Daniel Rialet (mort le 11 avril 2006), acteur français
- Fayez el-Sarraj, architecte, homme d'affaires et homme d'État libyen
- Hamid Baroudi, chanteur algérien
- Mariano Marchetti, joueur de football italien
- Joel Hodgson, réalisateur, scénariste, acteur et producteur américain
- Ennio Marchetto, artiste italien
- Kee Marcello, auteur-compositeur-interprète suédois
- Marco Martino, athlète italien
- Ulf Langheinrich, compositeur de musique allemand

## Décès
- Victor Breyer (né le 27 septembre 1869), journaliste sportif français
- Louis Mourier (né le 8 octobre 1873), homme politique français
- Leonard Woolley (né le 17 avril 1880), archéologue britannique
- Adone Zoli (né le 16 décembre 1887), homme d'État italien
- Karl Gustafsson (né le 16 septembre 1888), joueur de football international suédois
- Vassílis Logothetídis (né en 1898), acteur de théâtre et de cinéma grec
- Barry Dierks (né en 1899), architecte américain
- Marcel Schein (né le 9 juin 1902), physicien américain d'origine tchèque
- Alfred Malleret-Joinville (né le 15 décembre 1911), homme politique français

## Autres événements
- Fin de la table ronde belgo-congolaise